# أغنيس كارلسون

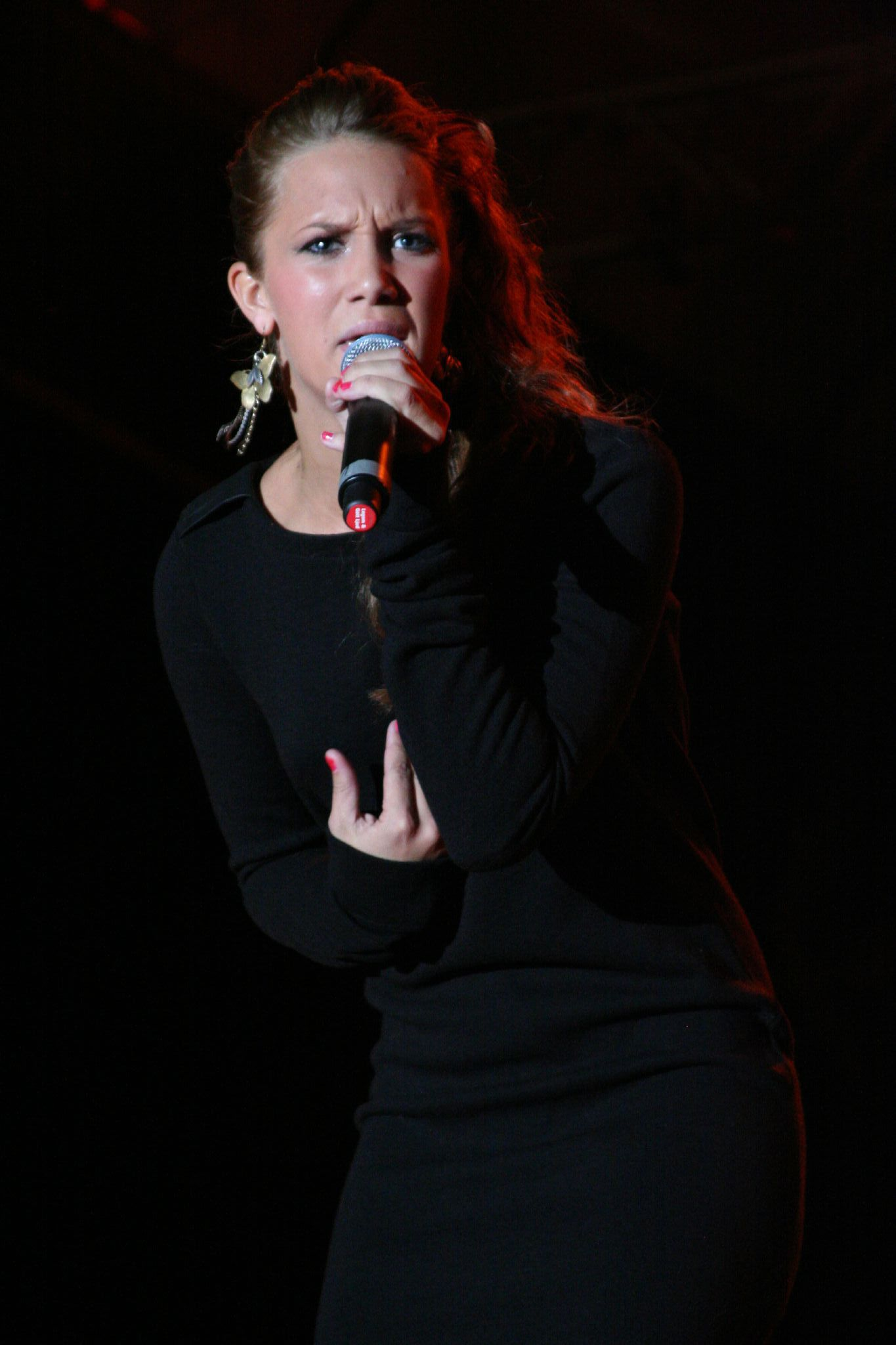
أغنيس تؤدي إحدى الوصلات الغنائية في حفل موسيقي

أغنيس كارلسون (بالسويدية: Agnes Carlsson) واسمها الكامل أغنيس اميليا كارلسون المعروفة باسمها الفني أغنيس مطربة سويدية مولودة في مدينة فانيسبورغ في 6 مارس 1988، بدأت مسيرتها الفنية بفوزها بالمركز الأول في نسخة 2005 لبرنامج «ايدول» السويدي لاكتشاف المواهب الغنائية بعدها وقعت مع شركة سوني ميوزيك التي أنتجت لها ألبومين في 2005 و2006 وحققا نجاحاً كبيراً في أنحاء العالم.

## روابط خارجية
- أغنيس كارلسون على موقع IMDb (الإنجليزية)
- أغنيس كارلسون على موقع ميوزك برينز (الإنجليزية)
- أغنيس كارلسون على موقع أول ميوزيك (الإنجليزية)
- أغنيس كارلسون على موقع ديسكوغز (الإنجليزية)
- أغنيس كارلسون على موقع ديسكوغز (الإنجليزية)
- أغنيس كارلسون على موقع قاعدة بيانات الفيلم (الإنجليزية)